# Werner Fabricius
Werner Fabricius (Itzehoe, 10 aprile 1633 – Lipsia, 9 gennaio 1679) è stato un compositore, organista e trattatista tedesco, noto anche per essere padre del bibliografo Johann Albert Fabricius.

## Biografia
Nato in un villaggio dello Schleswig-Holstein, trascorse l'infanzia e la giovinezza ad Amburgo, dove apprese la musica sotto la guida di Thomas Selle e Heinrich Scheidemann. Si trasferì in gioventù a Lipsia, e si laureò in giurisprudenza all'università di Lipsia; rimase tutta la vita a Lipsia, svolgendo contemporaneamente l'attività di avvocato e quella di musicista. Divenne organista alla chiesa di San Nicola (Nikolaikirche) nel 1656, Kantor alla chiesa di San Paolo (Paulinerkirche) nel 1658 e primo direttore musicale dell'università di Lipsia, incarichi che conservò tutti fino alla morte.
Werner Fabricius compose musica sacra e musica profana, sia strumentale (suite, allemande, ecc.) che vocale (cantate). Scrisse anche un trattato sulle procedure per il collaudo degli organi che fu pubblicato postumo nel 1756.

## Opere
Le sue opere furono pubblicate in tre antologie:
- Deliciae harmonicae, contenenti arie di danza (allemande, correnti, ecc.) a cinque parti (1656)
- Lieder spirituali di E. C. Homburgs prima parte per voce e basso continuo (1659)
- Arie spirituali, dialoghi e concerti